# Lectura crítica
La lectura de un texto en forma no nominal, sino que implica un examen más profundo de las afirmaciones presentadas así como sus puntos de apoyo y posibles contra-argumentos. La identificación de posibles defectos y ambigüedades en el razonamiento del autor, además de la capacidad de dirigirse en forma comprensible, es esencial a este proceso. La lectura crítica, al igual que la escritura académica, requiere la conexión de los puntos probatorios a sus argumentos correspondientes.

"...una historia tiene tantas versiones como lectores. Todo el mundo toma lo que quiere o puede de ella y lo cambia a su medida. Algunos eligen algunas partes y rechazan el resto, algunos estiran la historia a través de su malla de prejuicio, algunos pintan con ella su propia delicia."
John Steinbeck, El invierno de nuestro disgusto (1961)   

No hay relaciones simples entre estos niveles. Como el círculo hermenéutico demuestra, el entendimiento de simples palabras depende del entendimiento del texto en forma completa (así como la cultura en que el texto está producido) y viceversa: no se puede entender un texto si no se entienden las palabras en el texto. La lectura crítica de un texto dado implica un examen crítico de los conceptos utilizados así como la solvencia de los argumentos y el valor y pertinencia de las suposiciones y las tradiciones en que el texto está dado. "Leer entre líneas" es la capacidad de descubrir mensajes implícitos.
Los textos no sólo proporcionan contenido, sino que también transmiten ideología. Teun Van Dijk sugiere que en todos los niveles del discurso podemos encontrar "rastros de contexto".
Si bien la lectura crítica es una herramienta para el entrenamiento del pensamiento crítico, se le da muy poca consideración en el proceso de enseñanza, aprendizaje y desarrollo de los objetivos universitarios, donde los estudiantes se enfrentan a una diversidad y complejidad de textos propios de la profesión sin asumir el rol de lectores críticos. Aquí agregamos la categoría conceptual desarrollada con la didáctica implementada: ésta es emancipadora tanto para quien aprende como para quien enseña. Recordamos que los textos requieren no sólo una comprensión literal e inferencial, sino también una comprensión crítica. La comprensión crítica incluye otras que la anteceden. El lector puede pensar críticamente sobre un texto sólo porque lo ha comprendido. Pero conseguir que nuestros estudiantes aprendan a leer críticamente en la universidad todavía es un trabajo en progreso.
La lectura crítica nos permite acceder al pensamiento crítico, el cual juega un papel fundamental en la formación de ciudadanos conscientes y responsables. Según la UNESCO, la alfabetización crítica implica el desarrollo de todas las habilidades básicas de comunicación que permiten a las personas participar en el mundo del trabajo y la cultura como medio de realización personal y espiritual, progreso social y desarrollo económico.

## Lectura sintomática
Thurston (1993, p. 638) introduce el concepto de "lectura sintomática": "La lectura sintomática es utilizada en la crítica literaria como un medio de analizar la presencia de ideología en textos literarios. Los filósofos marxistas franceses Louis Althusser y Étienne Balibar desarrollaron la técnica de lectura sintomática en Reading Capital".

## La naturaleza recíproca de lectura y escritura
Cuando lees tienes que buscar información, y estás confrontando con diferentes vistas, lo cual te fuerza a considerar tu propia posición. En este proceso, el lector se convierte en un "escritor", si no escribe o no publica sus ideas propias.
La lectura y la escritura son así procesos recíprocos, la lectura es un proceso activo, y la mejor manera de aprender la lectura crítica es probablemente entrenando la escritura académica.
Bazerman (1994) escribe sobre la función activa del lector, y comenta (p. 23): "La cura contra el verdadero aburrimiento es encontrar un libro más avanzado en el tema; la cura única para el pseudo-aburrimiento es estar completamente y personalmente involucrado en el libro que está frente a vos". El libro de Bazerman está conformado por un conocimiento teórico adelantado de búsqueda académica, documentos y su composición. Por ejemplo el capítulo 6 trata acerca de  "Reconocer las muchas voces en un texto". El consejo práctico brindado está basado en teoría textual (Mikhail Bakhtin y Julia Kristeva). El capítulo 8 está titulado "Evaluando el libro como un todo: La reseña de libros", y el primer encabezando es "Libros como herramientas".

## Asuntos epistemológicos
Básicamente la lectura crítica está relacionada con asuntos epistemológicos. La hermenéutica  (por ejemplo la versión desarrollada por Hans-Georg Gadamer) ha demostrado que la manera en que leemos e interpretamos los textos depende de nuestro "pre-conocimientos" y "prejuicios". El conocimiento humano es siempre una aclaración interpretativa del mundo, no una teoría pura libre de intereses.  La hermenéutica puede ser así entendida como teoría sobre la lectura crítica. Este campo estaba recientemente asociado con las humanidades, no con la ciencia. Esta situación cambió cuando Thomas Samuel Kuhn publicó su libro (1962) The Structure of Scientific Revolutions; en él, Kuhn considera una interpretación hermenéutica de las ciencias, pues concibe a los científicos como gobernados por suposiciones que son históricamente incorporadas y lingüísticamente mediadas por actividades organizadas alrededor de paradigmas que dirigen la conceptualización e investigación de sus estudios. Las revoluciones científicas implican que un paradigma reemplaza a otro e introduce un conjunto nuevo de teorías, aproximaciones y definiciones. Según Mallery, Hurwitz & Duffy (1992) la idea de una comunidad científica centrada en el paradigma es análoga a la idea de Gadamer de una tradición social lingüísticamente codificada. De este modo, la hermenéutica desafía la vista positivista de que la ciencia puede acumular hechos objetivos. Las observaciones son siempre hechas en el fondo por suposiciones teóricas: son dependientes de la teoría.
En conclusión, la lectura crítica no es solo algo que cualquier escolar sea capaz de hacer. La manera en que leemos está en parte determinada por las tradiciones intelectuales, las cuales han formado nuestras creencias y pensamiento. Generalmente, leemos artículos científicos enmarcados en nuestra cultura propia o tradición en forma menos crítica, en comparación a nuestras lecturas de artículos científicos de otras tradiciones o "paradigmas".

## Un ejemplo famoso
El psicólogo Cyril Burt es conocido por sus estudios en el efecto de herencia en la inteligencia. Poco después de su muerte, sus estudios de herencia e inteligencia cayeron en descrédito después de la evidencia que surgió indicando que había falsificado los datos de la investigación. El documento de Tucker (1994) es ilustrativo sobre cómo se realizó la "lectura crítica" en el descubrimiento de los datos falsificados, así como en muchos de los famosos psicólogos de "lectura no crítica" de los documentos de Burt. Tucker muestra que expertos reconocidos en el campo de la investigación de inteligencia aceptaron ciegamente la investigación de Cyril Burt, aun sin contar con valor científico y siendo probable y directamente falsificada: querían creer que el CI es hereditario y consideraron sin criticar sus afirmaciones empíricas apoyando este punto de vista. Este documento demuestra que la lectura crítica (y su opuesto) puede ser relacionada con creencias, así como con intereses y estructuras de poder.